# Sheridan County (Nebraska)
Sheridan County ist ein County im Bundesstaat Nebraska der Vereinigten Staaten. Der Verwaltungssitz (County Seat) ist Rushville, das nach dem Rush Creek benannt wurde. In der Stadt hatte Buffalo Bill zeitweise ein Hauptquartier.

## Geographie
Das County liegt im Nordosten von Nebraska, grenzt im Norden an South Dakota und hat eine Fläche von 6397 Quadratkilometern, wovon 75 Quadratkilometer Wasserfläche sind. Es grenzt in Nebraska im Uhrzeigersinn an folgende Countys: Cherry County, Grant County, Garden County, Morrill County, Box Butte County und Dawes County.

## Geschichte
Sheridan County wurde 1885 gebildet. Benannt wurde es nach General Philip H. Sheridan.
Zehn Bauwerke und Stätten des Countys sind im National Register of Historic Places eingetragen (Stand 12. Februar 2018).

## Demografische Daten

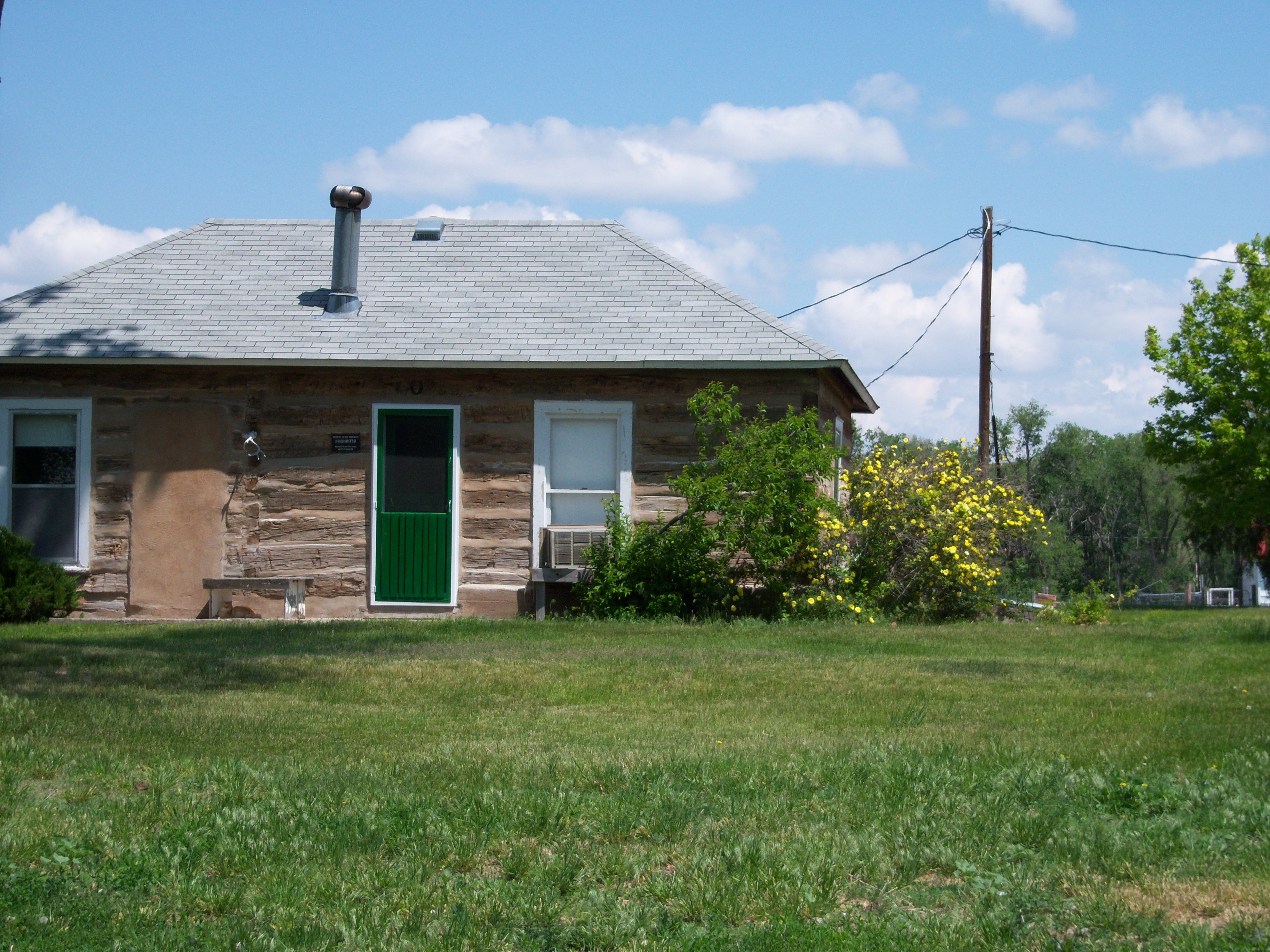
Spade Ranch, gelistet im NRHP

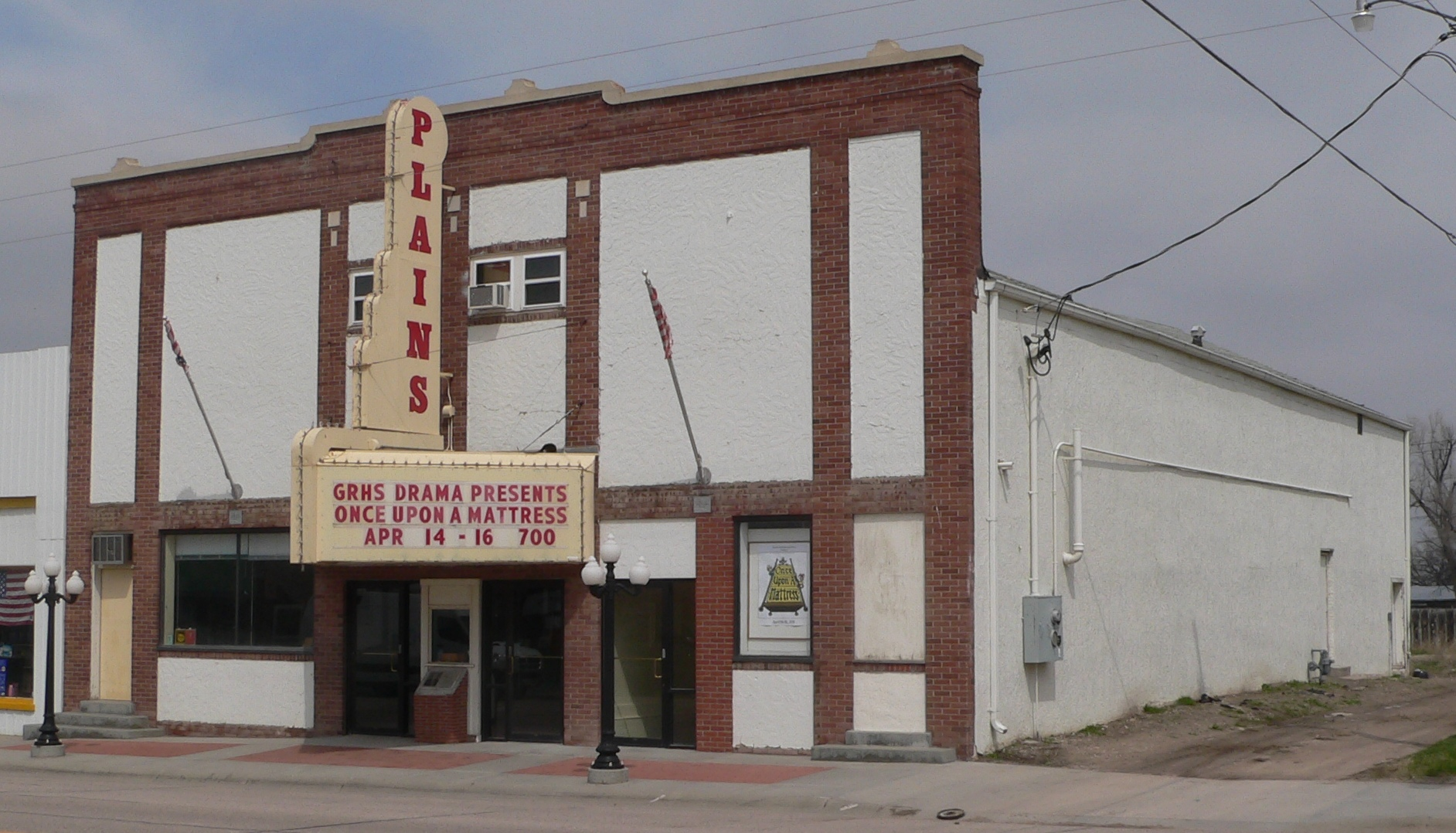
Gourley's Opera House, gelistet im NRHP

Nach der Volkszählung im Jahr 2000 lebten im Sheridan County 6198 Menschen in 2549 Haushalten und 1728 Familien. Die Bevölkerungsdichte betrug 1 Einwohner pro Quadratkilometer. Ethnisch betrachtet setzte sich die Bevölkerung zusammen aus 88,11 Prozent Weißen, 0,08 Prozent Afroamerikanern, 9,23 Prozent amerikanischen Ureinwohnern, 0,15 Prozent Asiaten, 0,02 Prozent Bewohnern aus dem pazifischen Inselraum und 0,34 Prozent aus anderen ethnischen Gruppen; 2,08 Prozent stammten von zwei oder mehr Ethnien ab. 1,47 Prozent der Bevölkerung waren spanischer oder lateinamerikanischer Abstammung.
Von den 2549 Haushalten hatten 30,0 Prozent Kinder und Jugendliche unter 18 Jahre, die bei ihnen lebten. 56,8 Prozent waren verheiratete, zusammenlebende Paare, 8,0 Prozent waren allein erziehende Mütter, 32,2 Prozent waren keine Familien, 29,6 Prozent waren Singlehaushalte und in 16,3 Prozent lebten Menschen im Alter von 65 Jahren oder darüber. Die Durchschnittshaushaltsgröße betrug 2,38 und die durchschnittliche Familiengröße lag bei 2,95 Personen.
Auf das gesamte County bezogen setzte sich die Bevölkerung zusammen aus 25,6 Prozent Einwohnern unter 18 Jahren, 6,2 Prozent zwischen 18 und 24 Jahren, 22,9 Prozent zwischen 25 und 44 Jahren, 23,6 Prozent zwischen 45 und 64 Jahren und 21,7 Prozent waren 65 Jahre alt oder darüber. Das Durchschnittsalter betrug 42 Jahre. Auf 100 weibliche Personen kamen 96,0 männliche Personen. Auf 100 Frauen im Alter von 18 Jahren oder darüber kamen statistisch 91,5 Männer.
Das jährliche Durchschnittseinkommen eines Haushalts betrug 29.484 USD, das Durchschnittseinkommen der Familien betrug 35.167 USD. Männer hatten ein Durchschnittseinkommen von 21.892 USD, Frauen 18.423 USD. Das Prokopfeinkommen betrug 14.844 USD. 11,0 Prozent der Familien und 13,2 Prozent der Bevölkerung lebten unterhalb der Armutsgrenze. Davon waren 20,3 Prozent Kinder oder Jugendliche unter 18 Jahre und 7,5 Prozent waren Menschen über 65 Jahre.

## Orte im County
- Antioch
- Bingham
- Clinton
- Ellsworth
- Gordon
- Hay Springs
- Hoffland
- Lakeside
- Pine Ridge
- Rushville
- Whiteclay